# Tratado Polo-Bustamante
O Tratado Polo-Bustamante ou Tratado Polo-Sánchez Bustamante foi um Tratado de Retificação de Fronteiras assinado entre a Bolívia e o Peru. Foi assinado em La Paz, em 17 de setembro de 1909, pelo ministro plenipotenciário do Peru, Solón Polo, e pelo ministro das Relações Exteriores da Bolívia, Daniel Sánchez Bustamante. O presidente Augusto B. Leguía (primeiro governo) governava então no Peru, e na Bolívia estava o presidente Ismael Montes Gamboa, embora muitos considerem Eliodoro Villazón Montaño como seu principal autor.

## Importância
Este tratado foi de importância transcendental, pois pôs fim à disputa fronteiriça peruana-boliviana e impediu a aliança entre a Bolívia e o Chile contra o Peru. Um cenário de guerra como esse teria sido fatídico para o Peru; e possivelmente a ameaça sempre recorrente de que a Bolívia recuperaria o acesso ao mar às custas do território peruano teria sido cumprida. Por isso, este tratado, tal como o Tratado Velarde-Rio Branco com o Brasil (assinado dias antes do Tratado Polo-Bustamante), deve ser contado entre os sucessos do primeiro governo de Leguía (1908-1912).